# Johannes-Nepomuk-Statue (Pulkau)

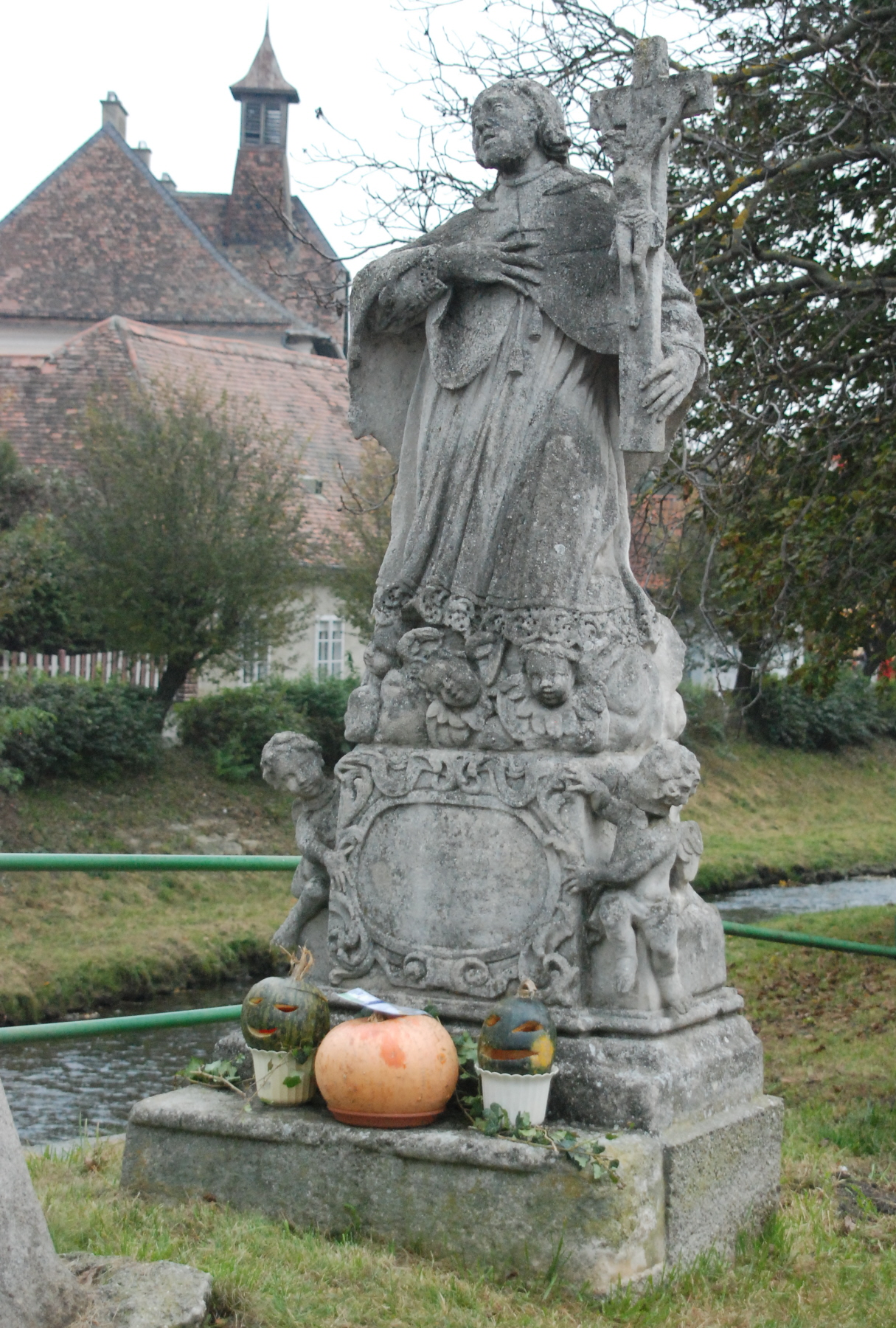
Johannes Nepomuk an der Eggenburger Brücke

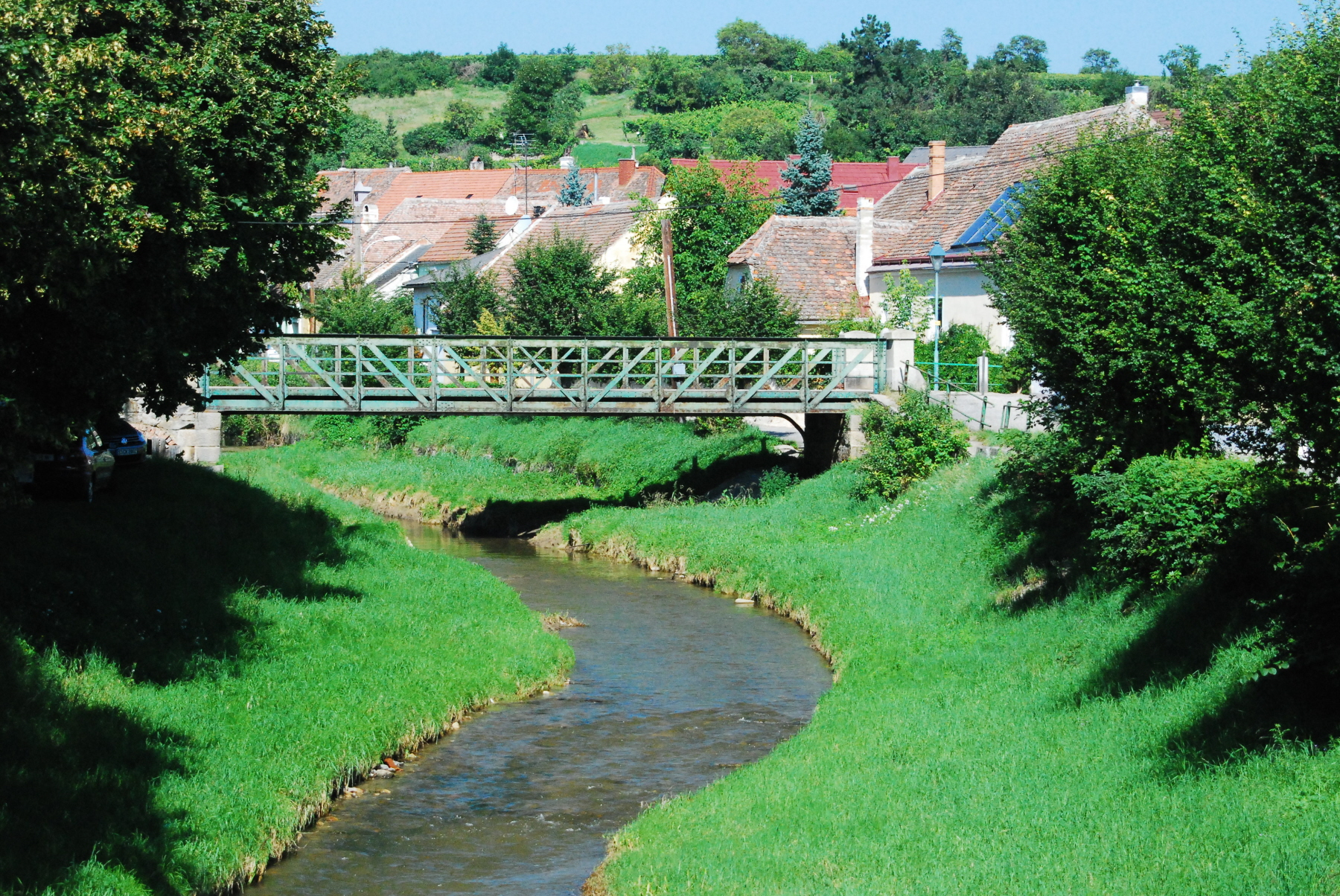
Eggenburger Brücke

Die Johannes-Nepomuk-Statue bei der Brücke im Zuge der Eggenburger Gasse in Pulkau in Niederösterreich steht unter Denkmalschutz. Sie ist eine von zahlreichen Darstellungen von Johannes Nepomuk im niederösterreichischen Bezirk Hollabrunn.

## Geschichte
Die Johannes-Nepomuk-Statue wurde 1738 gestiftet. Ursprünglich befand sie sich gemeinsam mit einer 1695 gestifteten Mariensäule auf der ersten über die Pulkau führenden steinernen Brücke, die nach den Zerstörungen infolge eines Hochwassers wieder aufgebaut werden musste. Nach einem neuerlichen Hochwasser im Jahr 1832 musste auch die Brücke wieder instand gesetzt werden. Bei dieser Gelegenheit wurden die Johannes-Nepomuk-Statue auf das rechte Ufer der Pulkau und die Mariensäule auf den Brückenplatz in der Nähe der flussabwärts gelegenen Pulkaubrücke übertragen.

## Beschreibung
Die aus Stein gefertigte Figur Johannes Nepomuks befindet sich auf einem niederen Sockel mit einer von Putten präsentierten Rankenkartusche mit einer kaum noch leserlichen Inschrift. Eine weitere Inschrift auf der Rückseite nennt die beiden Stifter.
Johannes Nepomuk selbst wird als Priester dargestellt und trägt das Birett auf dem Kopf. In der linken Hand hält er ein Kreuz, die rechte liegt auf seiner Brust. Der Kopf ist dem Himmel zugewandt.